# ミッシェル・ベニータ
ミッシェル・ベニータ（Michel Benita、1954年7月29日 - ）は、アルジェリアのアルジェで生まれた、1980年代からジャズ音楽で活動するダブルベース奏者。1980年代初頭にパリに活動拠点を移し、地元のジャズ・クラブやコンサート会場で、訪問中の演奏家、外国人、地元のミュージシャンとともに演奏を続けた。1986年、フランソワ・ジャノー指揮による国立ジャズ管弦楽団の初代メンバーに招かれた。これまでに、アルド・ロマーノ、マルク・デュクレ、ホレス・パーラン、マーシャル・ソラール、リー・コニッツ、アンディ・シェパード、ディノ・サルーシ、デューイ・レッドマン、エリック・トラファズ、アーチー・シェップなど、数多くのミュージシャンと共演している。1999年には、ベトナム系のギター奏者グエン・レとアメリカ人ドラマーのピーター・アースキンとともに、ELBトリオを結成した。
近年、ベニータはECMレコードと密接な関係にあり、リーダーとしてだけでなく、サックス奏者であるアンディ・シェパードのサイドマンとしても数多くのアルバムをリリースしている。

## 受賞歴
- 芸術文化勲章受章者（2015年）[10]

## ディスコグラフィ

### リーダー・アルバム
- Preferences (1990年、Label Bleu)
- Soul (1993年、Label Bleu)
- The Woman Next Door (1998年、Label Bleu)
- 『ローワー・ザ・ウォールズ』 - Lower The Walls (1999年、Label Bleu)
- ELB (2004年、ACT) ※with ピーター・アースキン、グエン・レ
- Drastic (2006年、BHM Productions)
- Dream Flight (2008年、ACT) ※with ピーター・アースキン、グエン・レ
- Ramblin'  (2008年、Blu Jazz)
- Un Soir au Club (2010年、Le Chant du Monde)
- Ethics (2010年、Zig Zag)
- River Silver (2016年、ECM)
- Looking at Sounds (2020年、ECM)

### 参加アルバム
マルク・デュクレ
- 『ラ・テオリ・デュ・ピリエ』 - La théorie du pilier (1987年、Label Bleu) ※with アーロン・スコット

アンディ・シェパード
- Trio Libero (2012年、ECM)
- Surrounded by Sea (2015年、ECM)
- Romaria (2018年、ECM)